# 로하드 증후군
로하드 증후군(ROHHAD)은 신경계의 이상으로 인해 다양한 증상이 나타나는 증후군이다. 주로 내분비계와 자율신경계에 영향을 주지만 환자는 다양한 징후를 보일 수 있다. 지금까지 전세계적으로 보고된 사례가 100건에 불과한 희귀 질환이다.

## 증상
- 호흡장애
- 급격한 체중 증가
- 수면 무호흡증
- 경련발작

## 같이 보기
- 시상하부
- 희귀질환